# Emanuel Sandberg
Karl Levin Emanuel Sandberg, född den 6 maj 1873 i Härja församling, Skaraborgs län, död den 4 december 1925 i Oscars församling, Stockholm
var en svensk skol- och ämbetsman.
Sandberg var bror till Fred Sandberg och måg till Johan Fogelqvist.

Sandberg avlade mogenhetsexamen i Skara 1891 och blev student vid Uppsala universitet samma år, där han avlade filosofie kandidatexamen 1895 och filosofie licentiatexamen 1902. Han var vikarierande adjunkt i Nyköping vårterminen 1900, gjorde sitt provår vid Södermalms läroverk läsåret 1902–1903, var extralärare i Skara 1903–1906, adjunkt vid Uppsala seminarium 1906, lärare vid Uppsala högre elementarläroverk för flickor från höstterminen 1906, vid Fjellstedtska skolan från höstterminen 1908, inspektor för Uppsala småskollärarinneseminarium 1907–1909, rektor vid seminariet i Linköping 1910, extra byråchef i Ecklesiastikdepartementet 1911, kansliråd i Kunglig Majestäts kansli 1912, tillförordnat undervisningsråd och ledamot av Folkskoleöverstyrelsen 1913, ordinarie 1914, chefens ställföreträdare där och avdelningschef i Skolöverstyrelsen 1918. Sandberg var sekreterare i Folkundervisningskommittén 1910–1911 och ledamot av domkapitelskommittén 1914. Han var riddare av Nordstjärneorden. Han utgav bland annat Folkskolestadgan jämte författningar rörande folkundervisning och folkbildning (17:e upplagan 1923) samt skrev artiklar på undervisningsområdet i Nordisk familjebok med mera.